# Stampaggio di materie plastiche

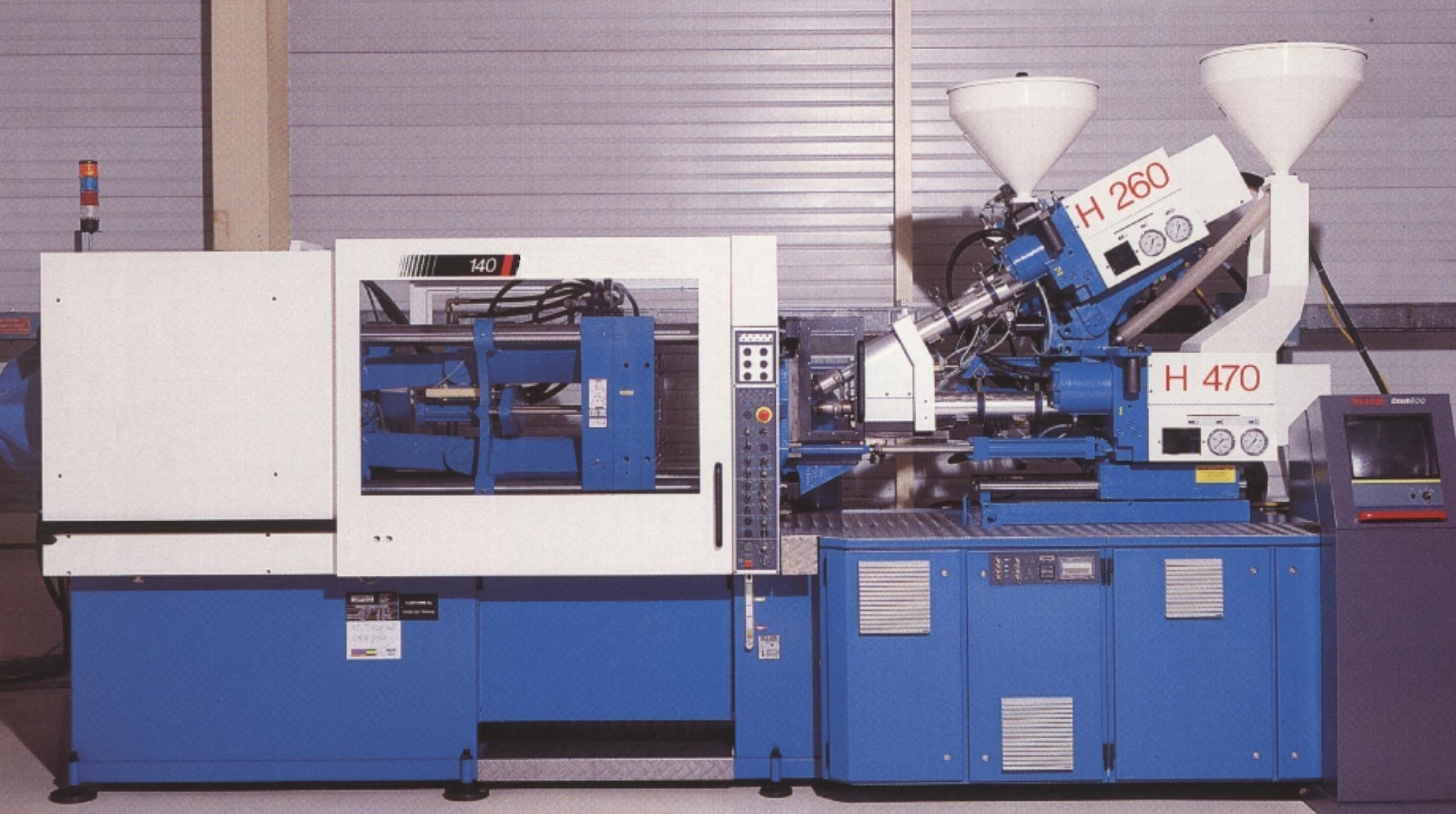
Pressa per lo stampaggio a iniezione di materie plastiche.

I processi di stampaggio di materie plastiche sono tecnologie di trasformazione che, mediante l'utilizzo di uno stampo, permettono la realizzazione di componenti in materiale polimerico.

## Tipologie di stampaggio
- Stampaggio a iniezione
- Stampaggio a iniezione con reazione (RIM)
- Stampaggio a compressione
- Termoformatura
- Stampaggio per soffiaggio
- Rotostampaggio
- Stampaggio di espansi
- Stampaggio transfer con sinterizzazione

## Caratteristiche dei materiali plastici
A seguire, una tabella indicante i principali parametri d'interesse per lo stampaggio dei materiali plastici a maggior diffusione.
| Sigla          | Denominazione chimica                          | Famiglia    | Nome commerciale                                                                | Peso specifico a 23 °C (kg/dm3) | Peso specifico alla temp. di stampaggio (kg/dm3) | Struttura molecolare | Igroscopico | Deumidificazione | Deumidificazione | Temperatura di stampaggio (°C) | Temperatura dello stampo (°C) | Ritiro (%) | Produttori                                         |
| -------------- | ---------------------------------------------- | ----------- | ------------------------------------------------------------------------------- | ------------------------------- | ------------------------------------------------ | -------------------- | ----------- | ---------------- | ---------------- | ------------------------------ | ----------------------------- | ---------- | -------------------------------------------------- |
| ABS            | Acrilonitrile butadiene stirene                | Stirenica   | Novodur, Terluran, Lustran                                                      | 1,06                            | 0,97                                             | amorfa               | sì          | 2 ore            | 85 °C            | 260-280                        | 40/75                         | 0,4-0,7    | Mitsubishi, Kumho Co.                              |
| EVA            | Etilene vinil acetato                          | Vinilica    |                                                                                 | 0,95                            |                                                  | 185-190              | sì          | 2 ore            | 90 °C            |                                |                               |            |                                                    |
| HDPE           | Polietilene ad alta densità                    | Poliolefina |                                                                                 | 0,94-0,97                       | 0,74                                             | Semi cristallina     | no          | 1 ora            | 85 °C            | 200-260                        | 30/70                         | 1,5-3,0    |                                                    |
| LDPE           | Polietilene a bassa densità                    | Poliolefina | Riblene, Ipethene, Okitene, Hipten, Alcudia                                     | 0,91-0,93                       | 0,76                                             | Semi cristallina     | no          | 1 ora            | 85 °C            | 180-240                        | 50/70                         | 1,5-5,0    | Polimeri Europa, Carmel Olefins, Dioki, Repsol YPF |
| PE/LLD         | Polietilene lineare a bassa densità            | Poliolefina | Flexirene                                                                       |                                 |                                                  | Semi cristallina     | no          |                  |                  |                                |                               |            | Polimeri Europa                                    |
| PLA            | Acido polilattico                              | Poliestere  |                                                                                 | 1,24                            | 1,12                                             | Semi cristallino     |             |                  |                  | 165-205                        | 25/30                         |            | Color Polymer                                      |
| PMMA           | Polimetilmetacrilato                           | Acrilica    | Plexiglas, perspex, Lucite, Oroglas, Vitroflex, Limacryl e Resartglass Altuglas | 1,18                            | 0,94                                             | Amorfa               | sì          | 3 ore            | 80 °C            | 220-260                        | 20/25                         | 0,1-0,8    | Plexiglas                                          |
| POM            | Poliossimetilene copolimero                    | Acetalica   | Jupital, Hostaform, Latan                                                       | 1,42                            | 1,15                                             | Semi cristallina     | sì          | 2 ore            | 90 °C            | 200-220                        | 40/80                         | 1,9-2,3    | Mitsubishi                                         |
| POM            | Poliossimetilene omopolimero                   | Acetalica   | Jupital, Delrin, Hostaform,                                                     |                                 |                                                  | Semi cristallina     | no          | 1 ora            | 90 °C            | 200-220                        | 40/80                         | 1,9-2,3    |                                                    |
| PP             | Polipropilene, Omopolimero, Copolimero, Random | Poliolefina | Moplen, Capilene, Axtroplen                                                     | 0,9                             | 0,7                                              | Semi cristallina     | no          | 1 ora            | 80 °C            | 230-250                        | 20/50                         | 0,84-2,5   | Basell, Carmel Olefins, Arcoplex Trading           |
| PS             | Polistirolo cristallo, Polistirolo antiurto    | Stirenica   | Edistir, Styron                                                                 | 1,05                            | 0,945                                            | Amorfa               | no          | 1 ora            | 80 °C            | 200-260                        | 20/40                         | 0,3-0,6    | Polimeri Europa                                    |
| PVC flessibile | Polivinilcloruro                               | Vinilica    |                                                                                 | 1,38                            | 1,02                                             | Amorfa               | no          | 1 ora            | 70 °C            | 150-200                        | 20/50                         | 0,5        |                                                    |
| PVC rigido     | Polivinilcloruro                               | Vinilica    |                                                                                 | 1,38                            | 1,12                                             | Amorfa               | no          | 1 ora            | 70 °C            | 160-270                        | 30/50                         | 0,5        |                                                    |
| SAN            | Stirene Acrilonitrile                          | Stirenica   | Kostil                                                                          | 1,08                            | 1,00                                             | Amorfa               | sì          | 2 ore            | 80 °C            | 190-270                        | 40/60                         | 0,5-0,7    | Polimeri Europa                                    |
| SBC            | Stirene-Butadiene Copolimero                   | Stirenica   | Styrolux                                                                        |                                 | 0,88                                             |                      | sì          | 1 ora            | 80 °C            |                                | 20/30                         |            | BASF                                               |
| PC             | Policarbonato                                  | Poliestere  | Makrolon, Xantar, Lexan, Apec                                                   | 1,20                            | 0,97                                             | Amorfa               | sì          | 2 ore            | 120 °C           | 280-320                        | 80/110                        | 0,5 - 0,8  |                                                    |
| PA6            | Poliammide 6                                   | Poliammide  | Nylon 6                                                                         | 1,14                            | 1,8                                              | Semi cristallina     | sì          | 4 ore            | 80 °C            | 220-250                        | 70/120                        | 0,5 - 2,2  | EMS- Grivory                                       |
| PA6,6          | Poliammide 6,6                                 | Poliammide  | Nylon 6,6                                                                       | 1,15                            | 1,8                                              | Semi cristallina     | sì          | 4 ore            | 80 °C            | 280-300                        | 70/120                        | 0,5 - 2,5  | EMS- Grivory                                       |
| PET            | Polietilene tereftalato                        | Poliestere  | Arnite A, Omnialite                                                             | 1,4                             | 1,2                                              | Semi cristallina     | sì          | 3 ore            | 130 °C           | 260-290                        | 140                           | 1,2-2,0    |                                                    |
| PBT            | Polibutilentereftalato                         | Poliestere  |                                                                                 | 1,3                             |                                                  | Semi cristallina     | sì          | 3 ore            | 130 °C           | 240-260                        | 60-80                         | 1,5-2,5    |                                                    |
| PTFE           | Politetrafluoroetilene                         | Vinilica    | Teflon, Fluon, Algoflon, Hostaflon                                              | 2,2                             |                                                  |                      |             |                  |                  | 320-360                        | 200-230                       | 3,5-6,0    |                                                    |